# SpongeBob: Order Up
SpongeBob: Order Up es un cortometraje animado estadounidense de 2025 basado en la serie de televisión Bob Esponja, creada por Stephen Hillenburg. Coescrito por Sean Charmatz y Paul Tibbitt, el corto no tiene diálogos y se centra en Bob Esponja mientras abusa del timbre de órdenes del Krusty Krab, provocando un ataque de ira en su gruñón compañero Calamardo.
El cortometraje fue producido por Nickelodeon Animation Studio a principios de la década del 2010, pero permaneció sin estrenarse durante varios años. Order Up se estrenó en el Festival Internacional de Cine de Animación de Annecy el 10 de junio de 2025 y se mostró al público en cines el 18 de julio de 2025.

## Trama
Durante uno de sus turnos en el Krusty Krab, Bob Esponja se divierte abusando del timbre del restaurante, para disgusto de su amargado compañero y vecino, Calamardo. Calamardo desarma el timbre, pero Bob Esponja lo vuelve a unir con cinta adhesiva, lo que lo enfurece. Calamardo destruye el timbre de múltiples maneras mientras un Bob Esponja entristecido observa, y luego le arroja los restos en la cabeza. Bob Esponja descubre que aún puede hacer sonar el timbre golpeándose la nariz, lo que hace que Calamardo salga corriendo del Krusty Krab gritando.

## Elenco de voces
- Tom Kenny como Bob Esponja Pantalones Cuadrados[1]
- Rodger Bumpass como Calamardo Tentáculos[1]

## Producción
En mayo de 2025, se informó que dos cortometrajes animados, SpongeBob: Order Up y Teenage Mutant Ninja Turtles: Chrome Alone 2 – Lost in New Jersey, debutarían en la presentación de Paramount Animation y Nickelodeon en el Festival Internacional de Cine de Animación de Annecy en junio de 2025. Order Up no posee diálogos y se produjo entre 2011 y 2012 en 2015, pero permaneció archivado durante varios años sin recibir ningún estreno.
Fue dirigido por Sean Charmatz, quien se desempeñó como director de guion gráfico, escritor y artista en la serie animada principal de Bob Esponja. Charmatz lo coescribió con el veterano de la serie y exshowrunner Paul Tibbitt. Tibbitt y el creador de la serie, Stephen Hillenburg fungieron como productores ejecutivos; Jennie Monica Hammond como productora, Vincent Waller como director creativo, Alan Smart como director de animación y supervisión, Peter Bennett como director de arte y Alan Smart como gerente de producción.

## Estreno
Bob Esponja: Order Up se reveló en el Festival Internacional de Cine de Animación de Annecy el 10 de junio de 2025 y se estrenó en los cines el 18 de julio de 2025, junto a las proyecciones de Pitufos.

## Recepción
Wilson Chapman de IndieWire opinó que el cortometraje era mejor que el largometraje al que estaba vinculado, Pitufos, y se refirió a él como una «adaptación divertida, encantadora y misericordiosamente breve de un dibujo animado muy querido». Travis Hopson de Punch Drunk Critics compartió una opinión similar, diciendo que Order Up era la única razón para ver a los Pitufos en los cines. Joe Bendel de Cinema Daily US calificó el cortometraje como un extra agradable para la película principal.